# Adulteri

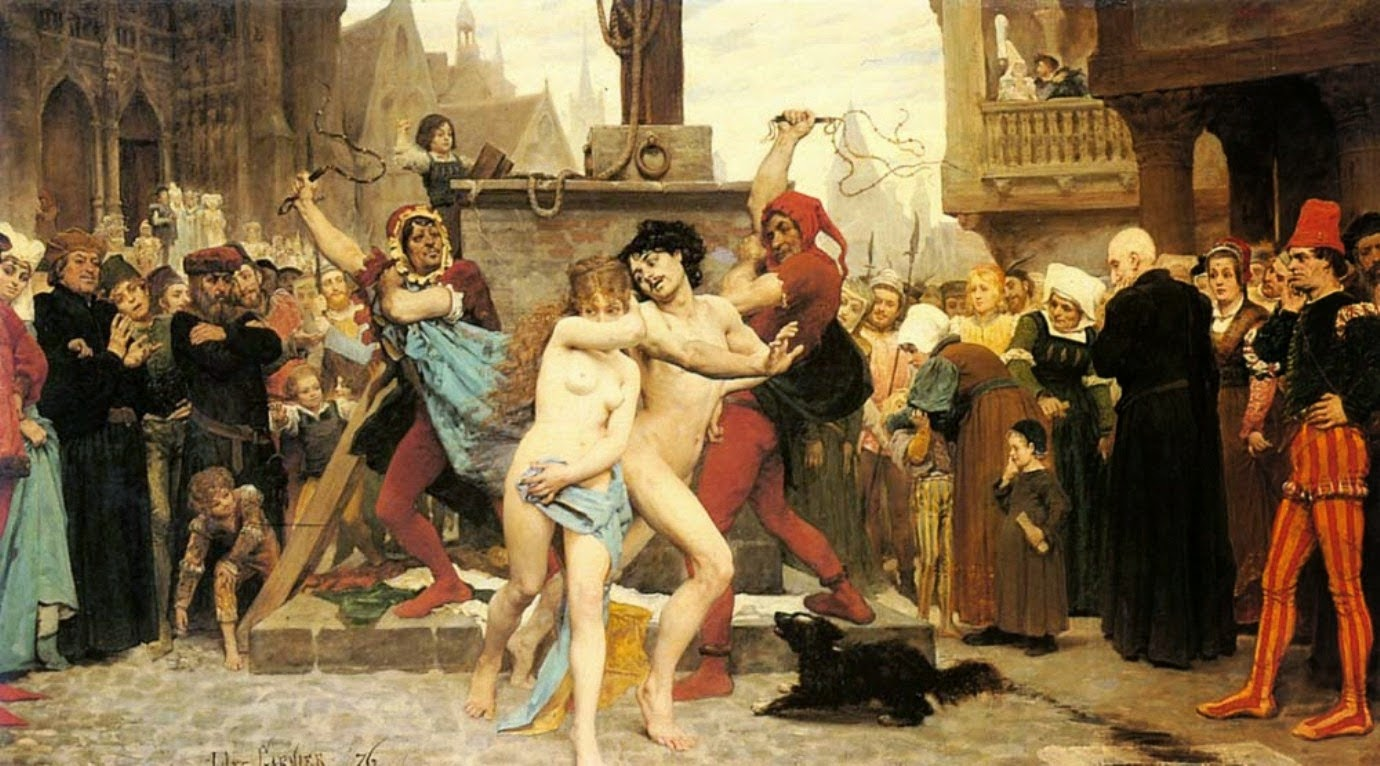
Le supplice des adultères de Jules Arsene Garnier.

L'adulteri és la relació sexual amb una persona diferent del marit o esposa estant o no casat. En molts països es considera un delicte (a l'estat espanyol ho era fins al 1978) i per a la majoria de religions monoteistes és alhora un pecat. A causa del masclisme, sovint s'ha jutjat més durament l'adulteri comès per la dona que el de l'home, tolerat socialment. És un dels motius freqüents que inciten al divorci o separació d'una parella. Usar la prostitució no sempre es considera adulteri, ja que la legislació pot canviar força segons l'Estat.

## L'adulteri a les civilitzacions antigues
Els grecs i els romans consideraven que existia adulteri només si les dues persones estaven casades i, per tant, no eren punibles les relacions sexuals amb esclaus o solters.

## L'adulteri a la religió
L'adulteri és condemnat per les religions monoteistes judeocristianes, en especial quan les adúlteres són les dones.
- Pel cristianisme és una violació greu de la llei de Déu, segons el setè manament, que diu explícitament no cometreu adulteri.[1]
- El judaisme té una concepció semblant a la dels antics romans i a la llei mosaica antiga es castigava amb la lapidació.
- L'islam també condemna l'adulteri. Alguns pobles musulmans van heretar dels jueus la lapidació com a càstig.[2]

Les històries d'adulteri se succeeixen a les Escriptures, des d'Abraham i el seu doble llinatge (la seva esposa i la seva serventa).

## L'adulteri al dret penal
A Espanya va ser delicte fins al 1978, però actualment no ho és. En alguns països es considera com un incompliment del contracte matrimonial i causa de divorci. En altres països es considera encara delictiu, com per exemple a Puerto Rico (article 130 del Codi Penal de 2004), on es pot castigar amb multa o presó de fins a noranta dies.
En alguns països es cometen actes contra els drets humans bàsics i càstigs legals, com la mort per lapidació o per altres vies, o minusvalideses o deformació per àcid sulfúric, a dones, amb l'excusa de la sospita de l'adulteri (vegeu drets sexuals).

## L'adulteri a l'art
L'adulteri és un tema recurrent a la literatura com a problema social, ja que sovint els matrimonis eren concertats i no es feien per amor. L'amor cortès dels trobadors idealitza l'adulteri, vist com la relació lliurement consentida davant el gilós o el marit; sobretot perquè en realitat es tractava d'una manera d'elogiar el senyor a través del bon gust de les seves pertinences. Igualment el romanticisme és ric en situacions d'adulteris, ja que es veu el matrimoni com una convenció burgesa lluny de les aspiracions de plenitud dels joves.

### L'adulteri a la literatura
Algunes obres on destaca aquest tema són
- Madame Bovary
- Anna Karenina
- La Regenta

### L'adulteri al teatre
Algunes obres on destaca aquest tema són
- Otel·lo, de Shakespeare

### L'adulteri a l'òpera
Algunes obres on destaca aquest tema són
- Madame Bovary
- Carmen de Bizet

### L'adulteri a la dansa
- Carmen de Sara Baras

## Adúlters cèlebres

### Reals
- Marc Antoni va cometre adulteri amb Cleòpatra VII
- Alexandre el Gran, es diu que va fornicar amb centenars de dones
- Maria Antonieta d'Àustria va enganyar el seu marit, el rei de França
- Josefina de Beauharnais, li va ser infidel a Napoleon moltes vegades i li va causar una relacio toxica
- Bill Clinton va enganyar la seva esposa, Hillary Clinton, amb una becària
- Carles del Regne Unit va enganyar durant anys la seva esposa Diana de Gal·les amb Camilla Parker-Bowles
- Diana de Gal·les, al seu torn, també va ser infidel al seu marit

### Ficticis
- Zeus va cometre adulteri infinitat de vegades, provocant la ira de la seva esposa
- Ginebra, l'esposa del rei Artur, va cometre adulteri amb el millor dels seus cavallers de la taula rodona, Lancelot

## Amants cèlebres de persones casades

### Reals
- Anna Bolena és coneguda per haver estat decapitada per adulteri, tot i que més tard se l'ha considerat innocent
- Madame de Pompadour va ser una famosa amant del rei Lluís XV de França

### Ficticis
- Lancelot
- Berta Escobar i Maite Figueroa de La que se avecina